# Onychiurus flavescens
Onychiurus flavescens är en urinsektsart som beskrevs av Sôichirô Kinoshita 1916. Onychiurus flavescens ingår i släktet Onychiurus och familjen blekhoppstjärtar. Inga underarter finns listade i Catalogue of Life.